# Марфинское (Вологодская область)
Марфинское — деревня в Сокольском районе Вологодской области на реке Бохтюга.
Входит в состав Нестеровского сельского поселения, с точки зрения административно-территориального деления — в Нестеровский сельсовет.
Расстояние по автодороге до районного центра Сокола — 35 км, до центра муниципального образования Нестерова — 4 км. Ближайшие населённые пункты — Решетниково, Копытово, Панютино.
По переписи 2002 года население — 4 человека.